# Фойербах, Лоуренс
Лоуренс Эдвард Джозеф (Леон) Фойербах (англ. Lawrence Edward Joseph Feuerbach; 1884 — 16 ноября 1911) — американский легкоатлет и перетягиватель каната, бронзовый призёр летних Олимпийских игр 1904.
В лёгкой атлетике на Играх 1904 в Сент-Луисе Фойербах участвовал только в толкании ядра. С результатом 13,37 м он занял третье место и выиграл бронзовую медаль.
В перетягивании каната Фойербах входил в состав четвёртой американской команды, которая заняла четвёртое место.